# Тегако, Лидия Ивановна
Лидия Ивановна Тегако (21 февраля 1937 года — 10 февраля 2015 года) — советский и белорусский этнограф, антрополог, кандидат исторических наук, доктор медицинских наук, профессор, лауреат Государственной премии Республики Беларусь (1998).

## Биография
Окончила Минский государственный медицинский институт (1960) и аспирантуру Института искусствоведения, этнографии и фольклора АН БССР (1970). Кандидат исторических наук (диссертация «Антропологические данные к этногенезу белорусского народа (дерматоглифика и одонтология)», научный руководитель Алексеев Валерий Павлович). С 1969 по 1990 годы Л. И. Тегако работала сначала младшим научным сотрудником, затем — старшим и ведущим научным сотрудником Института искусствоведения, этнографии и фольклора АН БССР.
Доктор медицинских наук (1990, диссертация «Организующая структура дерматоглифики и закономерности ее популяционной изменчивости (по материалам исследования населения Белоруссии)»), профессор (1999), основатель и руководитель (до 2015 г.) отдела антропологии и экологии в Институте искусствоведения, этнографии и фольклора им. К. Крапивы НАН Республики Беларусь. 
Под руководством Л. И. Тегако было написано и защищено 7 кандидатских диссертаций, в течение 14 лет она возглавляла Совет по защите кандидатских диссертаций по антропологии в Республике Беларусь.

## Научная деятельность
С 1969 по 1990 годы Л. И. Тегако была руководителем группы антропологии в секторе этнографии, занимаясь исследованиями в различных областях физической антропологии: антропометрии, дерматоглифики, одонтологии, изерологии и др. Эти исследования, проводившиеся до 1986 г. в рамках Международной программы ЮНЕСКО «Человек и биосфера», позволили собрать уникальную базу данных об антропологических особенностях населения центральных районов Беларуси, Полесья и Поозерья. 
Основным направлением исследований периода c 1990 по 2015 годы стало изучение здоровья и особенностей физического развития людей после аварии на Чернобыльской АЭС. Большинство усилий было направлено на мониторинг особенностей физического развития детей и подростков в возрасте от 7 до 17 лет, как самой уязвимой группы населения, подвергнувшейся негативному влиянию последствий чернобыльской катастрофы. Результаты этого мониторинга озвучивались на ежегодных конференциях «Экология человека в постчернобыльский период». Логическим завершением этого масштабного исследования стала публикация в 1996 г. 
монографии «Экологические изменения и биокультурная адаптация человека», написанной авторским коллективом под руководством Л. И. Тегако. В 1998 г. коллектив антропологов под руководством Лидии Ивановны получил Государственную премию Республики Беларусь за цикл работ «Человек и его биокультурная адаптация».

## Преподавательская деятельность
Л. И. Тегако преподавала во многих вузах г. Минска, но особенно стоит отметить ее многолетнее и плодотворное сотрудничество с Белорусским государственным университетом, где в 2011 г. был открыт набор в практико-ориентированную магистратуру по специальности «Философия и социальная антропология». В 2015 г. на базе отдела антропологии и экологии Института истории НАН Беларуси был создан филиал кафедры философии и методологии науки БГУ, основной целью которого является развитие междисциплинарных исследований в области социальной и культурной антропологии. 

## Сочинения

### Монографии
1. Новые антропологические материалы к проблеме этногенеза белорусского народа. — М.: Наука, 1973. — 15 с. — (Доклады советской делегации / IX Междунар. конгресс антропол. и этногр. наук. (Чикаго, сент. 1973)) (в соавт. с И. И. Саливон, А. И. Микуличем).
2. Очерки по антропологии Белоруссии. — Минск: Наука и техника, 1976. — 272 с. (в соавт. с И. И. Саливон, А. И. Микуличем).
3. Антропология Белорусского Полесья (демография, этническая история и генетика). — Минск: Наука и техника, 1978. — 160 с. (в соавт. с И. И. Саливон, А. И. Микуличем).
4. Биологическое и социальное в формировании антропологических особенностей (по данным исследования населения Поозерья). — Минск: Наука и техника, 1981. — 286 с. (в соавт. с И. И. Саливон, А. И. Микуличем).

Рец. : Козинцев А. Г. [Рецензия] // Советская этнография. — 1984. — № 3. — С. 172—173. — ISSN 0869-5415.
1. Экологические аспекты в антропологических исследованиях на территории БССР. — Минск: Наука и техника, 1982. — 165 с. (в соавт. с И. И. Саливон)
2. Дерматоглифика населения Белоруссии: популяционные аспекты изменчивости. — Минск: Наука и техника, 1989. — 250 с.
3. Расавая геаграфія беларусаў і праблемы этнагенезу :  [белор.]. — Минск : Навука і тэхніка, 1994. — 128 с. (у суаўт. с В. П. Аляксеевым, М. У. Вітавым)
4. Экологические изменения и биокультурная адаптация человека. — Минск: БОФФ, 1996. — 275 с. (в соавт. с И. И. Саливон, О. В. Марфиной, Н. И. Полиной, Т. В. Белоокой, Е. П. Гуйдой)
5. Беларусы :  [белор.]. — Минск : Беларуская навука, 2006. — Т. 9 : Антрапалогія. — 575 с. (у суаўт. с І. І. Салівон, А. І. Мікулічам, В. У Марфінай, Н. І. Полінай, Т. Л. Гурбо)
6. Антропология населения белорусско-польского пограничья в свете этнической истории славян. — Минск: Беларуская навука, 2009. — 264 с. (в соавт. с И. И. Саливон, М. Пыжук, О. В. Марфиной, Д. Красноденбским)
7. Конституция, индивидуальность, здоровье и характер человека. — Минск: Беларуская навука, 2010. — 160 с.
8. Современная антропология. — Минск: Беларуская навука, 2012. — 263 с. (в соавт. с А. И. Зеленковым).
9. Динамика адаптивной изменчивости населения Беларуси. — Минск: Белорусская наука, 2013. — 303 с. (в соавт. О. В. Марфиной, Г. В. Скриган, О. А. Емельянчик)
10. Дерматоглифика в современном научном познании человека. Минск: Белорусская наука, 2015. — 191 с. (в соавт. с Е. Д. Кобылянским).

### Научные статьи
1. Дерматоглифика белорусов (К проблеме этногенеза белорусского народа) // Советская этнография. — 1970. — № 3. — С. 137—149.
2. Генофонд населения Белгородской области: Изучение биохимических маркеров генов в популяциях Украины, Белоруссии и положение белгородской популяции в системе восточнославянского генофонда // Генетика. — 2008. — Т. 44, № 4. — С. 558—569. — ISSN 0016-6758 (в соавт. с И. Н. Лепендиной, М. И. Чурносовой, Л. А. Атраментовой, М. А. Ищуком, О. В. Тегако, Е. В. Балановской).

### Учебные пособия
1. Основы современной антропологии. — Минск: Университетское, 1989. — 271 с. — 2150 экз. (в соавт. с И. И. Саливон).
2. Основы антропологии и экологии человека. — Минск: Тэхналогія, 1997. — 328 с. (в соавт. с И. И. Саливон).
3. Практическая антропология. — Ростов н/Д.: Феникс, 2003. — 320 с. (в соавт. с О. В. Марфиной).
4. Антропология. — М.: Новое знание, 2004. — 400 с. (в соавт. с Е. Кметинским).
5. Основы антропологии. — Минск: Белорусская наука, 2008. — 381 с. (в соавт. с О. В. Марфиной, И. Радзевич-Грун).

### Брошюры
1. Антропологические исследования в Белоруссии. — Минск: Наука и техника, 1979. — 46 с.
2. На пути к человеку. — Минск: Наука и техника, 1986. — 101 с.
3. Нормативные таблицы оценки физического развития различных возрастных групп населения Беларуси. — Минск: «Белорусский Комитет «Дзеці Чарнобыля», 1998. — 36 с. (в соавт. с В. Н. Кряжем).
4. Таблицы оценки физического развития детей, подростков и молодежи Республики Беларусь. — Минск: Право и экономика, 2008. — 24 с. (в соавт. И. И. Саливон, О. В. Марфиной, Т. Л. Гурбо).

### Научно-популярные публикации
1. Современная наука о происхождении человека. — Минск: Знание, 1969. — 19 с. — (Материал в помощь лектору). — 600 экз.
2. Наука против суеверий. — Минск: Знание, 1974. — 20 с. — (Материал в помощь лектору). — 1000 экз. (в соавт. с М. Ф. Никитенко).
3. Расизм — идеология и политика империализма. — Минск, 1977. — 19 с. — (Материал в помощь лектору). — 800 экз.
4. Реальное долголетие и иллюзия бессмертия. — Минск: Беларусь, 1987. — 192 с. — 34 000 экз.  (в соавт. с Т. К. Кайко, И. И. Саливон).
5. Хиромантия без тайн. — Минск: БООФ, 1996. — 87 с. (в соавт. с Т. В. Белоокой).